# Arturo Vidal
Arturo Erasmo Vidal Pardo (normalt kendt som Arturo Vidal) (født 22. maj 1987 i Santiago, Chile) er en chilensk fodboldspiller, der  fra 2020 spiller som midtbanespiller hos italienske Inter Milan. Han har spillet i FC Barcelona fra  2018 til 2020, hvor han kom til fra den tyske storklub, FC Bayern München.

## Landshold
Vidal står (pr. 25. januar 2015) noteret for 62 kampe og 9 scoringer for Chiles landshold, som han debuterede for i 2007 i en venskabskamp mod Argentina. Han repræsenterede sit land ved VM i 2010 i Sydafrika & ved Copa America 2011.